# 1994-es labdarúgó-világbajnokság-selejtező (CAF)
Az 1994-es labdarúgó-világbajnokság selejtezőjének CAF-zónájában összesen 40 nemzet versenyzett a 3 világbajnoki helyért. Burkina Faso, Malawi, Uganda, São Tomé és Príncipe, Szudán, Mauritánia, Gambia, Tanzánia, Mali és Sierra Leone visszalépett, így végül 28 csapat vett részt a selejtezőkben. Később Líbia is visszalépett az ENSZ szankciók következtében és Libéria sem tudta folytatni a selejtezőket az országban dúló polgárháború finanszírozása miatt. A sorozatot beárnyékolta a világbajnoki részvételre is nagy esélyes zambiai válogatott tragédiája, amikor 1993. április 27-én Gabon felett lezuhant a Dakarba tartó repülőgépük és senki sem élte túl a katasztrófát.

## Lebonyolítás
- Első forduló: a 36 csapatot kilenc darab 4 tagú csoportba sorsolták, ahol körmérkőzéses rendszerben oda-visszavágós alapon döntötték el a továbbjutó helyek sorsát. A csoportok győztesei továbbjutottak a második fordulóba.
- Második forduló: a 9 továbbjutó csapat három darab 3 tagú csoportba került, ahol minden csapat megmérkőzött egymás ellen hazai pályán és idegenben is. A csoportgyőztesek kijutottak az 1994-es világbajnokságra.

## Első forduló

### A csoport
| Hely. | Csapat  | M | Gy | D | V | G+ | G– | Gk | P | Továbbjutás                  |     | Algéria | Ghána | Burundi | Uganda |
| ----- | ------- | - | -- | - | - | -- | -- | -- | - | ---------------------------- | --- | ------- | ----- | ------- | ------ |
| 1.    | Algéria | 4 | 2  | 1 | 1 | 5  | 4  | +1 | 7 | Bejutott a második fordulóba |     | —       | 2–1   | 3–1     | –      |
| 2.    | Ghána   | 4 | 2  | 0 | 2 | 4  | 3  | +1 | 6 |                              |     | 2–0     | —     | 1–0     | –      |
| 3.    | Burundi | 4 | 1  | 1 | 2 | 2  | 4  | −2 | 4 |                              | 0–0 | 1–0     | —     | –       |        |
| 4.    | Uganda  | 0 | 0  | 0 | 0 | 0  | 0  | 0  | 0 | Visszalépett                 |     | –       | –     | –       | —      |

### B csoport
| Hely. | Csapat     | M | Gy | D | V | G+ | G– | Gk | P | Továbbjutás                  |     | Kamerun | Szváziföld | Zaire | Libéria |
| ----- | ---------- | - | -- | - | - | -- | -- | -- | - | ---------------------------- | --- | ------- | ---------- | ----- | ------- |
| 1.    | Kamerun    | 4 | 2  | 2 | 0 | 7  | 1  | +6 | 8 | Bejutott a második fordulóba |     | —       | 5–0        | 0–0   | –       |
| 2.    | Szváziföld | 3 | 1  | 1 | 1 | 1  | 5  | −4 | 4 |                              |     | 0–0     | —          | 1–0   | –       |
| 3.    | Zaire      | 3 | 0  | 1 | 2 | 1  | 3  | −2 | 1 |                              | 1–2 | –       | —          | 4–2*  |         |
| 4.    | Libéria    | 0 | 0  | 0 | 0 | 0  | 0  | 0  | 0 | Visszalépett                 |     | 0–0*    | –          | –     | —       |

### C csoport
| Hely. | Csapat   | M | Gy | D | V | G+ | G– | Gk | P  | Továbbjutás                  |     | Zimbabwe | Egyiptom | Angola | Togo |
| ----- | -------- | - | -- | - | - | -- | -- | -- | -- | ---------------------------- | --- | -------- | -------- | ------ | ---- |
| 1.    | Zimbabwe | 6 | 4  | 2 | 0 | 8  | 4  | +4 | 14 | Bejutott a második fordulóba |     | —        | 2–1      | 2–1    | 1–0  |
| 2.    | Egyiptom | 6 | 3  | 2 | 1 | 9  | 3  | +6 | 11 |                              |     | 0–0*     | —        | 1–0    | 3–0  |
| 3.    | Angola   | 5 | 1  | 2 | 2 | 3  | 4  | −1 | 5  |                              | 1–1 | 0–0      | —        | –      |      |
| 4.    | Togo     | 5 | 0  | 0 | 5 | 2  | 11 | −9 | 0  |                              | 1–2 | 1–4      | 0–1      | —      |      |

### D csoport
| Hely. | Csapat                  | M | Gy | D | V | G+ | G– | Gk | P  | Továbbjutás                  |     | Nigéria | Dél-afrikai Köztársaság | Kongói Köztársaság | Líbia | São Tomé és Príncipe |
| ----- | ----------------------- | - | -- | - | - | -- | -- | -- | -- | ---------------------------- | --- | ------- | ----------------------- | ------------------ | ----- | -------------------- |
| 1.    | Nigéria                 | 4 | 3  | 1 | 0 | 7  | 0  | +7 | 10 | Bejutott a második fordulóba |     | —       | 4–0                     | 2–0                | –     | –                    |
| 2.    | Dél-afrikai Köztársaság | 4 | 2  | 1 | 1 | 2  | 4  | −2 | 7  |                              |     | 0–0     | —                       | 1–0                | –     | –                    |
| 3.    | Kongó                   | 4 | 0  | 0 | 4 | 0  | 5  | −5 | 0  |                              | 0–1 | 0–1     | —                       | –                  | –     |                      |
| 4.    | Líbia                   | 0 | 0  | 0 | 0 | 0  | 0  | 0  | 0  | Visszalépett                 |     | –       | –                       | –                  | —     | –                    |
| 5.    | São Tomé és Príncipe    | 0 | 0  | 0 | 0 | 0  | 0  | 0  | 0  | Visszalépett                 |     | –       | –                       | –                  | –     | —                    |

### E csoport
| Hely. | Csapat           | M | Gy | D | V | G+ | G– | Gk | P | Továbbjutás                  |     | Elefántcsontpart | Niger (ország) | Botswana | Szudán |
| ----- | ---------------- | - | -- | - | - | -- | -- | -- | - | ---------------------------- | --- | ---------------- | -------------- | -------- | ------ |
| 1.    | Elefántcsontpart | 4 | 2  | 2 | 0 | 7  | 0  | +7 | 8 | Bejutott a második fordulóba |     | —                | 1–0            | 6–0      | –      |
| 2.    | Niger            | 4 | 2  | 1 | 1 | 3  | 2  | +1 | 7 |                              |     | 0–0              | —              | 2–1      | –      |
| 3.    | Botswana         | 4 | 0  | 1 | 3 | 1  | 9  | −8 | 1 |                              | 0–0 | 0–1              | —              | –        |        |
| 4.    | Szudán           | 0 | 0  | 0 | 0 | 0  | 0  | 0  | 0 | Visszalépett                 |     | –                | –              | –        | —      |

### F csoport
| Hely. | Csapat  | M | Gy | D | V | G+ | G– | Gk  | P  | Továbbjutás                  |     | Marokkó | Tunézia | Etiópia | Benin | Malawi |
| ----- | ------- | - | -- | - | - | -- | -- | --- | -- | ---------------------------- | --- | ------- | ------- | ------- | ----- | ------ |
| 1.    | Marokkó | 6 | 4  | 2 | 0 | 13 | 1  | +12 | 14 | Bejutott a második fordulóba |     | —       | 0–0     | 5–0     | 5–0   | –      |
| 2.    | Tunézia | 6 | 3  | 3 | 0 | 14 | 2  | +12 | 12 |                              |     | 1–1     | —       | 3–0     | 5–1   | –      |
| 3.    | Etiópia | 6 | 1  | 1 | 4 | 3  | 11 | −8  | 4  |                              | 0–1 | 0–0     | —       | 3–1     | –     |        |
| 4.    | Benin   | 6 | 1  | 0 | 5 | 3  | 19 | −16 | 3  |                              | 0–1 | 0–5     | 1–0     | —       | –     |        |
| 5.    | Malawi  | 0 | 0  | 0 | 0 | 0  | 0  | 0   | 0  | Visszalépett                 |     | –       | –       | –       | –     | —      |

### G csoport
| Hely. | Csapat     | M | Gy | D | V | G+ | G– | Gk | P | Továbbjutás                  |     | Szenegál | Gabon | Mozambik | Mauritánia |
| ----- | ---------- | - | -- | - | - | -- | -- | -- | - | ---------------------------- | --- | -------- | ----- | -------- | ---------- |
| 1.    | Szenegál   | 4 | 3  | 0 | 1 | 10 | 4  | +6 | 9 | Bejutott a második fordulóba |     | —        | 1–0   | 6–1      | –          |
| 2.    | Gabon      | 4 | 2  | 1 | 1 | 7  | 5  | +2 | 7 |                              |     | 3–2      | —     | 3–1      | –          |
| 3.    | Mozambik   | 4 | 0  | 1 | 3 | 3  | 11 | −8 | 1 |                              | 0–1 | 1–1      | —     | –        |            |
| 4.    | Mauritánia | 0 | 0  | 0 | 0 | 0  | 0  | 0  | 0 | Visszalépett                 |     | –        | –     | –        | —          |

### H csoport
| Hely. | Csapat       | M | Gy | D | V | G+ | G– | Gk  | P | Továbbjutás                  |     | Zambia | Madagaszkár | Namíbia | Tanzánia | Burkina Faso |
| ----- | ------------ | - | -- | - | - | -- | -- | --- | - | ---------------------------- | --- | ------ | ----------- | ------- | -------- | ------------ |
| 1.    | Zambia       | 4 | 3  | 0 | 1 | 11 | 3  | +8  | 9 | Bejutott a második fordulóba |     | —      | 3–1         | 4–0     | 2–0*     | –            |
| 2.    | Madagaszkár  | 4 | 3  | 0 | 1 | 7  | 3  | +4  | 9 |                              |     | 2–0    | —           | 3–0     | –        | –            |
| 3.    | Namíbia      | 4 | 0  | 0 | 4 | 0  | 12 | −12 | 0 |                              | 0–4 | 0–1    | —           | –       | –        |              |
| 4.    | Tanzánia     | 0 | 0  | 0 | 0 | 0  | 0  | 0   | 0 | Visszalépett                 |     | 1–3*   | 0–0*        | 2–0*    | —        | –            |
| 5.    | Burkina Faso | 0 | 0  | 0 | 0 | 0  | 0  | 0   | 0 | Visszalépett                 |     | –      | –           | –       | –        | —            |

### I csoport
| Hely. | Csapat | M | Gy | D | V | G+ | G– | Gk | P | Továbbjutás                  |  | Guinea | Kenya | Gambia | Mali |
| ----- | ------ | - | -- | - | - | -- | -- | -- | - | ---------------------------- |  | ------ | ----- | ------ | ---- |
| 1.    | Guinea | 2 | 1  | 0 | 1 | 4  | 2  | +2 | 3 | Bejutott a második fordulóba |  | —      | 4–0   | –      | –    |
| 2.    | Kenya  | 2 | 1  | 0 | 1 | 2  | 4  | −2 | 3 |                              |  | 2–0    | —     | –      | –    |
| 3.    | Gambia | 0 | 0  | 0 | 0 | 0  | 0  | 0  | 0 | Visszalépett                 |  | –      | –     | —      | –    |
| 4.    | Mali   | 0 | 0  | 0 | 0 |    | 0  | —  | 0 | Visszalépett                 |  | –      | –     | –      | —    |

## Második forduló

### A csoport
| Hely. | Csapat           | M | Gy | D | V | G+ | G– | Gk | P | Továbbjutás                          |     | Nigéria | Elefántcsontpart | Algéria |
| ----- | ---------------- | - | -- | - | - | -- | -- | -- | - | ------------------------------------ | --- | ------- | ---------------- | ------- |
| 1.    | Nigéria          | 4 | 2  | 1 | 1 | 10 | 5  | +5 | 7 | Kijutott az 1994-es világbajnokságra |     | —       | 4–1              | 4–1     |
| 2.    | Elefántcsontpart | 4 | 2  | 1 | 1 | 5  | 6  | −1 | 7 |                                      |     | 2–1     | —                | 1–0     |
| 3.    | Algéria          | 4 | 0  | 2 | 2 | 3  | 7  | −4 | 2 |                                      | 1–1 | 1–1     | —                |         |

### B csoport
| Hely. | Csapat   | M | Gy | D | V | G+ | G– | Gk | P | Továbbjutás                          |     | Marokkó | Zambia | Szenegál |
| ----- | -------- | - | -- | - | - | -- | -- | -- | - | ------------------------------------ | --- | ------- | ------ | -------- |
| 1.    | Marokkó  | 4 | 2  | 1 | 1 | 10 | 5  | +5 | 7 | Kijutott az 1994-es világbajnokságra |     | —       | 1–0    | 1–0      |
| 2.    | Zambia   | 4 | 2  | 1 | 1 | 5  | 6  | −1 | 7 |                                      |     | 2–1     | —      | 4–0      |
| 3.    | Szenegál | 4 | 0  | 2 | 2 | 3  | 7  | −4 | 2 |                                      | 1–3 | 0–0     | —      |          |

### C csoport
| Hely. | Csapat   | M | Gy | D | V | G+ | G– | Gk | P | Továbbjutás                          |     | Kamerun | Zimbabwe | Guinea |
| ----- | -------- | - | -- | - | - | -- | -- | -- | - | ------------------------------------ | --- | ------- | -------- | ------ |
| 1.    | Kamerun  | 4 | 2  | 1 | 1 | 10 | 5  | +5 | 7 | Kijutott az 1994-es világbajnokságra |     | —       | 3–1      | 3–1    |
| 2.    | Zimbabwe | 4 | 2  | 1 | 1 | 5  | 6  | −1 | 7 |                                      |     | 1–0     | —        | 1–0    |
| 3.    | Guinea   | 4 | 0  | 2 | 2 | 3  | 7  | −4 | 2 |                                      | 0–1 | 3–0     | —        |        |

## Kijutott csapatok
Az alábbi három csapat jutott ki a CAF-zónából az 1994-es labdarúgó-világbajnokságra.
| Csapat  | Kijutás            | Kijutás dátuma    | Korábbi szereplés a világbajnokságon |
| ------- | ------------------ | ----------------- | ------------------------------------ |
| Nigéria | A csoport győztese | 1993. október 8.  | 0 (debütálás)                        |
| Marokkó | B csoport győztese | 1993. október 10. | 2 (1970, 1986)                       |
| Kamerun | C csoport győztese | 1993. október 10. | 2 (1982, 1990)                       |

## Külső hivatkozások
- 1994 FIFA World Cup qualification (CAF). soccer365
- World Cup 1994 Qualifying - Africa. rsssf.org